# Bergsøysundbrua
Bergsøysundbrua (deutsch „Bergsöysund-Brücke“) ist eine 1992 eröffnete Schwimmbrücke auf der Europastraße 39 südlich von Kristiansund in Norwegen. Das Bauwerk hat eine Gesamtstützweite von 845 m. Die Brücke ist für Tideschwankungen von ±2,0 m ausgelegt.
Die mit einem Radius von 1300 m gekrümmte Schwimmbrücke ruht auf sieben Pontons und ist nur in den Widerlagern horizontal gehalten. Die Pontons besitzen neun wasserdichte Kammern, bestehen aus Leichtbeton und haben Abmessungen von 34 m Länge, 20 m Breite sowie 6 m bzw. 7 m Höhe. Der Tiefgang beträgt vier Meter.
Der Überbau hat in Längsrichtung als Bauwerkssystem den Durchlaufträger mit Feldweiten von 105 m und besteht bei 11,2 m Brückenbreite aus einem 7 m hohen stählernen Rohrfachwerk. Die Fachwerkgurte haben bis zu 102 cm Durchmesser bei 55 mm Wanddicke.
Die Brücke verbindet die Inseln Bergsøya, Gemeinde Gjemnes und Aspøy, Gemeinde Tingvoll. Über sie führen die Europastraße 39 und die Reichsstraße 70. Sie wurde 1992 im Rahmen des Projektes Krifast eröffnet.